# Heodes subtusminuspunctata
Heodes subtusminuspunctata är en fjärilsart som beskrevs av Charles Oberthür 1896. Heodes subtusminuspunctata ingår i släktet Heodes och familjen juvelvingar. Inga underarter finns listade i Catalogue of Life.